# St. Antonius (Wickrath)

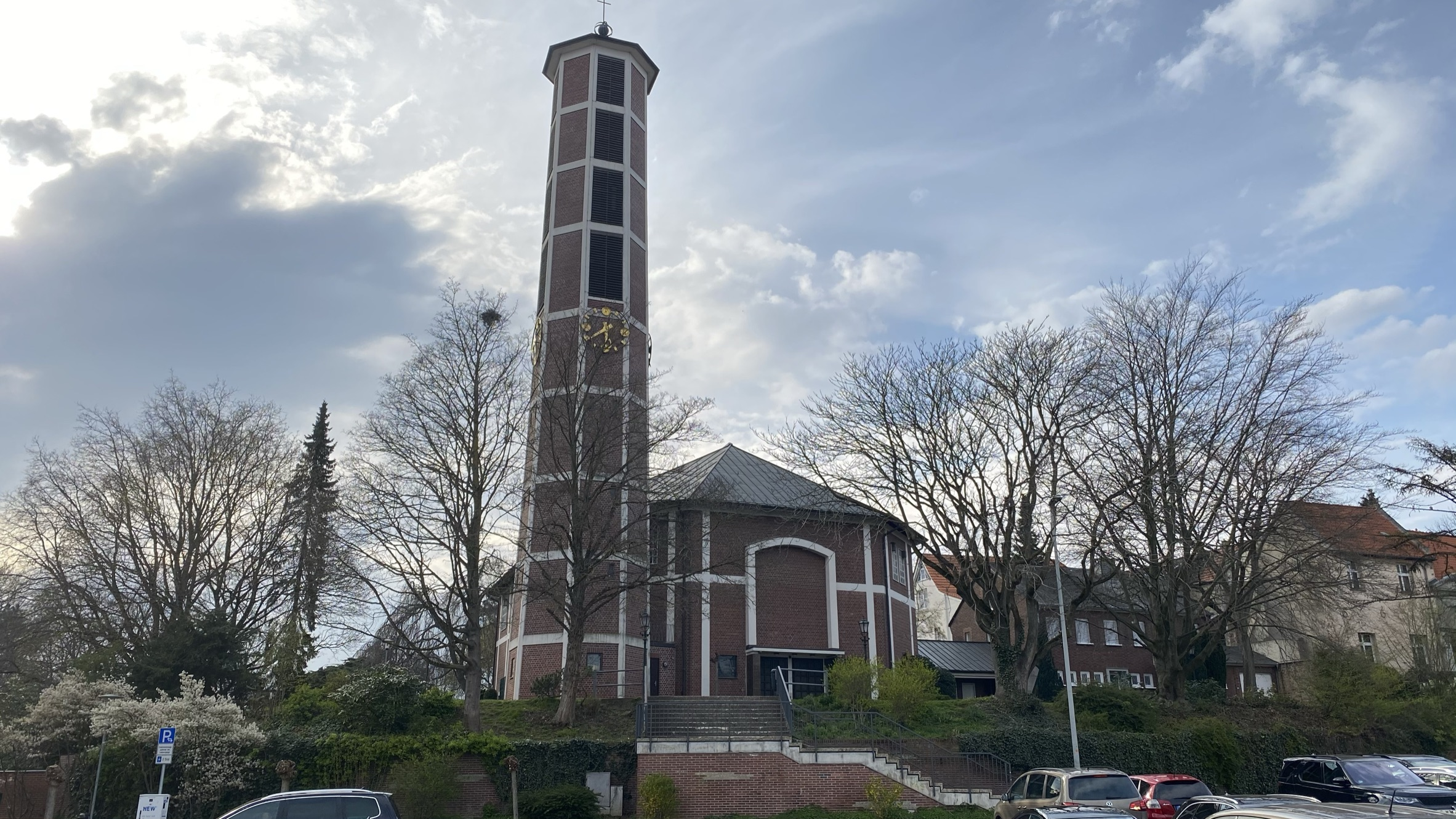
St. Antonius in Wickrath

St. Antonius ist eine römisch-katholische Pfarrkirche in Wickrath, einem Stadtteil von Mönchengladbach in Nordrhein-Westfalen. Sie steht unter dem Patronat des hl. Antonius des Großen (Gedenktag 17. Januar) und ist Pfarrkirche der Pfarre St. Matthias Mönchengladbach. Das Gotteshaus wurde zwischen 1954 und 1956 nach Plänen von Franz Schüren erbaut.

## Geschichte

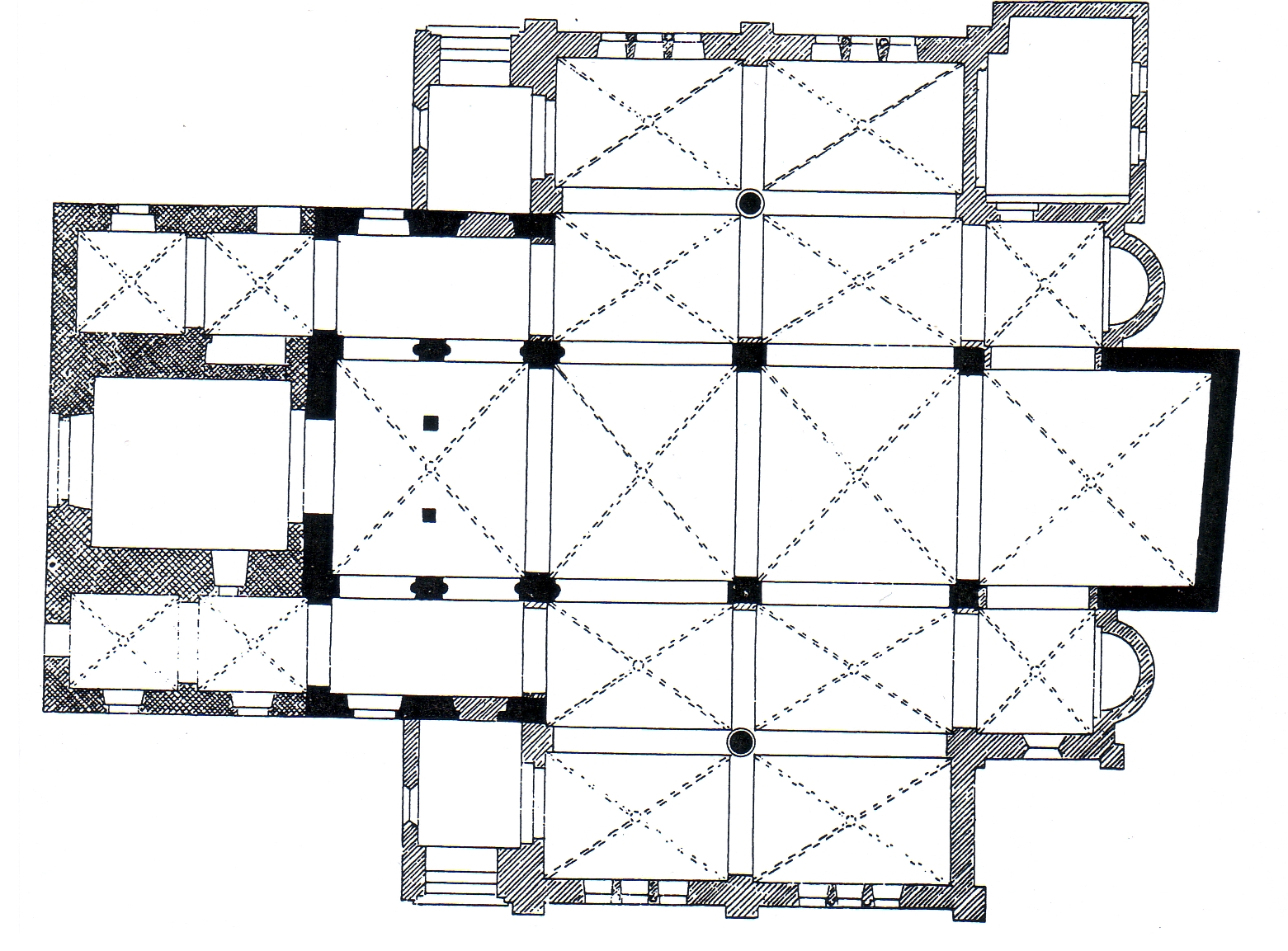
Grundriss der Vorgängerkirche nach der Erweiterung 1889

Eine eigene Kirche bestand in Wickrath schon früh, so ließen die Herren von Wickrath um das Jahr 1200 hier eine Salvatorkirche erbauen, die 1205 geweiht wurde. Es war eine dreischiffige und dreijochige Basilika in Formen der Romanik. Zu dieser Zeit war Wickrath auch bereits eigenständige Pfarre. Ob es bereits einen Vorgängerbau gab, ist nicht überliefert.
Im Jahr 1491 stifteten Heinrich von Hompesch und seine Ehefrau Sophia von Burtscheid ein Kreuzherrenkloster in Wickrath, dem die Kirche inkorporiert wurde. Das Kloster hatte den hl. Antonius als Patron, den bald darauf auch die Pfarrkirche als Patron übernahm. Das Kreuzherrenkloster wurde 1802 von der französischen Besatzung aufgelöst. Bis dahin hatte St. Antonius eine Doppelfunktion als Pfarr- und Klosterkirche.
Die seit 1502 auf Schloss Wickrath regierende Familie von Quadt konvertierte im Zuge der Reformation zum Protestantismus und versuchte auch das Kreuzherrenkloster und die Pfarre Wickrath dem neuen Glauben zuzuführen, was allerdings nicht gelang. Wickrath blieb katholisch, ganz im Gegensatz zu den auch zur Herrschaft Wickrath zählenden Orten Wickrathberg und Schwanenberg, die evangelisch wurden. Lediglich zwischen 1558 und 1569 war St. Antonius kurze Zeit evangelisch. 
In den Jahren 1694 und 1706 sowie von 1889 bis 1897 wurde die romanische Kirche auf fünf Schiffe deutlich erweitert. 
In Folge des Zweiten Weltkrieges wurde St. Antonius am 26. Februar 1945 bei einem Bombenangriff vollständig zerstört.
Nach Beseitigung der Trümmer erfolgte ab 1954 innerhalb von zwei Jahren der Bau der heutigen Pfarrkirche nach Plänen des Mönchengladbacher Architekten Franz Schüren. Die Grundsteinlegung war am 15. August 1954, die feierliche Kirchweihe am 23. September 1956.
Zum 1. Januar 2010 wurde die Pfarre St. Antonius aufgelöst und mit den ebenfalls aufgelösten Pfarreien St. Mariä Himmelfahrt/Wanlo und Herz Jesu/Wickrathhahn zur neuen Großpfarre St. Matthias fusioniert. St. Antonius wurde Pfarrkirche dieser neuen Pfarre.

## Baubeschreibung
St. Antonius ist eine Saalkirche aus Backstein in Formen der Nachkriegsmoderne, die an der Ost und Westseite dreiseitig geschlossen ist. Der freistehende Glockenturm ist achteckig. 

## Ausstattung
Aus der Vorgängerkirche haben sich der Taufstein des 13. Jahrhunderts, ein Kreuz des 19. Jahrhunderts und eine Statue des Pfarrpatrons Antonius, ebenfalls 19. Jahrhundert, erhalten. Ansonsten findet sich innerhalb der Kirche eine moderne Ausstattung aus dem 20. Jahrhundert. Sämtliche Buntglasfenster schuf Heinrich Dieckmann im Jahr 1956.

## Pfarrer
Folgende Priester wirkten bislang als Pfarrer an St. Antonius bzw. seit 2010 als Pfarrer der Pfarrei St. Matthias:
- 1927–1945: Heinrich Lohmann
- 1946–1949: Matthias Lindt
- 1950–1957: Arnold Biermanns
- 1967–1972: Wilhelm Lantin
- 1973–1998: Wolfgang Kirsten
- 1998–2023: Michael Röring
- Seit 2024: Thorsten Aymanns